# 春の踊り -南蛮花更紗-
『春の踊り』 -南蛮花更紗-（はるのおどり なんばんはなさらさ）は、宝塚歌劇団の舞台作品。月組公演。
形式名は「グランド・レビュー」。18場。
1983年3月25日から5月10日まで宝塚大劇場で公演された。
併演作品は『ムーンライト・ロマンス』。

## 解説
慶長の南蛮屏風、長崎風俗などをテーマにした春の踊り。
長崎・出島周辺を舞台に、踏絵や島原の乱などのエピソードを綴り合わせた南蛮色豊かなレビュー作品。
宝塚歌劇団69期生の初舞台公演。

## スタッフ
- 作・演出：酒井澄夫[1]
- 音楽[3]：寺田瀧雄、入江薫、筒井広志
- 音楽指揮：野村陽児[3]
- 振付[3]：花柳芳次郎、花若春秋、花柳錦之輔
- 装置[3]：石浜日出雄、関谷敏昭
- 衣装[3]：静間潮太郎、中川菊枝
- 照明：今井直次[4]
- 音響：松永浩志[4]
- 小道具：万波一重[4]
- 効果：川ノ上智洋[4]
- 演技監督：美吉左久子[4]
- 演出補：村上信夫[4]
- 演出助手：石田昌也[4]
- 制作：山田謙治[4]